# Parapellucens
Parapellucens är ett släkte av fjärilar. Parapellucens ingår i familjen tofsspinnare.
Kladogram enligt Catalogue of Life:
| Parapellucens | \| \| Parapellucens aphrasta \| \| \| \| \| \| Parapellucens tegulatorii \| \| \| \| |
|               | \| \| Parapellucens aphrasta \| \| \| \| \| \| Parapellucens tegulatorii \| \| \| \| |
|               | Parapellucens aphrasta                                                               |
|               |                                                                                      |
|               | Parapellucens tegulatorii                                                            |
|               |                                                                                      |